# Aureliano Tapia Méndez
Aureliano Tapia Méndez (3 de mayo de 1931 - 23 de enero de 2011) fue un sacerdote católico, escritor e historiador mexicano, conocido popularmente como «monseñor Tapia». También fue cronista de la Arquidiócesis de Monterrey, miembro de la Sociedad Nuevoleonesa de Historia, Geografía y Estadística, de la Sociedad Numismática de Monterrey, de la Asociación Estatal de Cronistas (Nuevo León), del Seminario de Cultura Mexicana y de la Asociación de Escritores de México.

## Biografía
Nació en Jacona de Plancarte, Michoacán, hijo de Aureliano Tapia Sánchez y María del Carmen Méndez, fue allí donde realizó sus primeros estudios y guiado por su maestro Francisco Elizalde, un exseminarista, se inclinó por la literatura. Emigró desde la infancia a la ciudad de Monterrey, Nuevo León. Se ordenó como sacerdote en 1955, en el Seminario de Monterrey y desde entonces combinó el ejercicio de la función religiosa, con su tarea de escritor e historiador. Fue párroco de la iglesia de San Pedro Apóstol en 1977 y de la iglesia de la Purísima Concepción desde 1980 hasta el 2003.
En 1980 descubrió una carta inédita de Sor Juana Inés de la Cruz a su confesor, Antonio Núñez de Miranda, en la biblioteca del Seminario, que además de considerarse un hallazgo histórico, fue la base para una de sus obras, publicada en 1992.
Con apoyó de la Unión Nacional de Padres de Familia (UNPF), luchó por reformar el artículo tercero de la constitución mexicana y así poder impartir educación religiosa en las escuelas públicas en México.
Fue designado por el Papa Juan Pablo II, «Capellán de Honor» en 1983, por lo que lleva el título honorífico de Monseñor. En 1975 recibió las «Palmas Académicas» de parte de la Academia Nacional de Historia y Geografía de México.En 1976 caso a mis abuelos
Sus últimas actividades religiosas las desarrolló como vicario adscrito al santuario de San Judas Tadeo. Falleció el 23 de enero de 2011 en la ciudad de Monterrey, Nuevo Léon.

## Obras
Publicó más de 200 libros de historia, estudios bíblicos, filosofía y literatura, y además miles de artículos en la prensa popular, entre sus obras se encuentran:
- Correspondencia, Alfonso Reyes-Ignacio H. Valdes, 1904-1942 (coautor)
- Don Guillermo Tritschler y Córdova, Siervo De Dios, Sexto Obispo De San Luis Potosí, Séptimo Arzobispo De Monterrey
- Monseñor Joaquín Antonio Peñalosa Santillana: Un Sacerdote En El Mundo De Las Letras
- Don Andrés Ambrosio de Llanos y Valdes: Tercer Obispo De Nuevo Reino De León
- Juana De Asbaje (coautor)
- Carta De Sor Juana Inés de la Cruz a Su Confesor: Autodefensa Espiritual (coautor)
- Alfonso Reyes Ante Dios Y Ante La Muerte
- Efren Ordóñez: Pintor Mexicano Contemporáneo (coautor)
- Fray José María de Jesús Belaunzarán y Ureña (coautor)
- Fray Antonio De Jesús Sacedon: Perfil Biográfico
- La catedral del Nuevo Reino de León
- José Eleuterio González, Benemérito de Nuevo León
- El licenciado don Santiago Roel Melo
- La Virgen Chiquita
- El Mínimo y Dulce: Francisco de Asís (1980)